# John Fisher (admiraal)

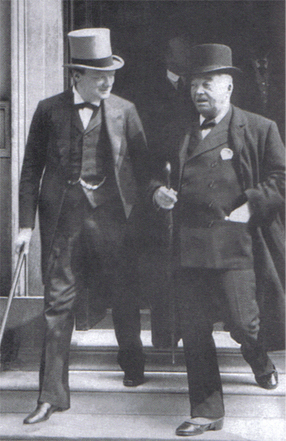
de oude Fisher met de jonge Churchill in December 1914.

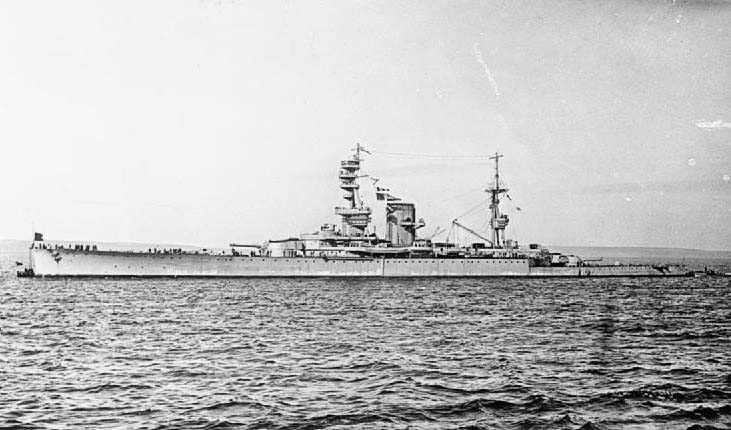
HMS Courageous

John Arbuthnot 'Jack' Fisher, Baron of Kilverstone (Ramboda, Brits-Ceylon, 25 januari 1841 - Londen, 10 juli 1920) was een Brits admiraal tijdens de Eerste Wereldoorlog.
Fisher werd geboren op Brits-Ceylon op 25 januari 1841. John Arbuthnot was de eerste van 11 kinderen van Sophie en William Fisher, een kapitein in het leger. Op zijn zesde vertrok hij naar Londen om bij de vader van zijn moeder te gaan wonen. Hij heeft zijn vader nooit meer gezien, William Fisher kwam om toen hij van zijn paard viel. John was toen 15 jaar oud.
Op 13 juli 1854 kwam hij naar Portsmouth om gekeurd te worden voor de marine op de HMS Victory, het oude vlaggenschip van Nelson. Hij werd goedgekeurd. In die tijd was er geen aparte school voor aankomend marinepersoneel, ze werden direct op een schip geplaatst voor een opleiding in de praktijk. Zijn eerste schip was de Calcutta, deze lag als reserveschip in de haven maar werd klaar gemaakt voor de inzet in de Oostzee om Russische havens te blokkeren tijdens de Krimoorlog. Fisher ging vervolgens naar de Highflyer, en diende in het Verre Oosten en in 1860 werd hij benoemd tot luitenant op de Furious. Met de Furious kwam hij in augustus 1861 terug in Engeland. Hier werd hij actief op de HMS Excellent, een artillerieschietschool voor de marine, en hield zich bezig met systemen en tactieken voor de nieuwe moderne achterladers en verschillende type torpedo’s. In april 1863 kreeg bij een benoeming op de HMS Warrior, de eerste moderne ironclad van de Britse marine.
In 1866 trouwde Fisher met Frances Katherine Broughton. Zij was op de trouwdag ook 25 jaar. Ze bleven voor vijftig jaar bij elkaar en ze kregen samen een zoon en drie dochters.
Na een lange periode op zee, waaronder hij ook actief was in de Middellandse Zee, werd hij in november 1886 benoemd tot hoofd van de bewapening. Gedurende de vijf jaren dat hij deze post bezette hield hij zich bezig met het ontwerp, bouw en verbetering van alle typen kanonnen, torpedo’s en munitie. In 1890 werd hij benoemd tot Rear Admiral en was tussen mei 1891 en februari 1892 hoofd van de marine scheepswerf in Portsmouth. Fisher zorgde ervoor dat de HMS Royal Souvereign, die pas half klaar was na een bouwtijd van 20 maanden, 12 maanden na zijn komst gereed kwam. Met een totale bouwtijd van 32 maanden was dit een record.
Hij klom verder op en werd op 20 oktober 1904 verantwoordelijk voor de hele Britse vloot als First Sea Lord. In zijn uitzonderlijk lange loopbaan van 60 jaar zette hij zich in voor modernisering, de overgang van zeilschepen naar stoomschepen, houten schepen naar schepen uit staal, de overgang van voorladerkanonnen naar achterladers, de invoering van dreadnoughts met minder, maar zwaardere kanonnen in draaibare geschuttorens in plaats van in lijn. Zijn motto was "fear God but dread nought". Hij verkocht of verschrootte verouderde schepen en investeerde in nieuwe. "Die zijn te zwak om te vechten en te traag om te vluchten", argumenteerde hij. Hij bestudeerde ook een groots plan om alle Britse schepen om te vormen van kolen en stoom naar dieselmotoren. Fisher voerde ook de eerste duikboten en vliegdekschepen in. Toen Fisher 69 jaar werd, op 25 januari 1910, ging hij met pensioen.
In 1907 had hij Winston Churchill ontmoet en de twee hadden intensief contact. In zijn positie als First Lord wilde hij per se Fisher weer als First Sea Lord en dreigde zelfs met aftreden als hij zijn zin niet zou krijgen. Churchill kreeg zijn zin en Fisher werd op 29 oktober 1914 aangesteld, hij volgde Prins Battenberg op. Fisher ging snel van start en op 3 november gaf hij opdrachten voor de bouw van 40 nieuwe onderzeeboten waarvan de werven van Bethlehem Steel er 20 leverden binnen zes maanden. Er was geld voor twee slagschepen, Repulse en Renown, maar de bouw was nog niet begonnen. Fisher beval een dramatische wijziging van de plannen en het werden twee slagkruisers. Ze kregen minder bewapening en pantser, maar konden met 32 knopen sneller varen dan de Duitse marineschepen. Drie snelle kruisers van 19.000 ton volgden, de Courageous, Glorius en Furious, die een vergelijkbaar ontwerp hadden als de twee eerder genoemde slagkruisers. Verder volgde orders voor tientallen lichte kruisers, torpedobootjagers, monitors voor gebruik dicht bij de kust en 200 landingsvaartuigen.
Koning Edward VII en Fisher waren in 1908 in Rusland op bezoek geweest. Fisher kwam met het idee om samen met de Russen een landing 130 kilometer ten noorden van Berlijn te organiseren. De Royal Navy leverde de schepen en de Russen de manschappen, een idee wat de Russische keizer Nicolaas ook aansprak. De monitors en de landingsschapen pasten in dit plan. Churchill had in 1914 ook met de keizer Nicolaas de optie van gezamenlijke acties in de Oostzee besproken. De plannen gingen uiteindelijk niet door omdat er geen goede oplossing was om de Kaiserliche Marine uit te schakelen. De Britse vloot moest immers over de Noordzee door de smalle straten tussen Denemarken en Zweden om de Oostzee te bereiken.
Fisher was geen voorstander van de plannen van Churchill bij Gallipoli. Hij wilde de Britse vloot nabij houden om de Duitse vloot bij iedere mogelijkheid aan te vallen en te vernietigen. Hij zag ook geen heil in de eerste plannen om zonder landing van grondtroepen de gestelde doelen te bereiken. In mei 1915 had Churchill, zonder Fisher daarvan in kennis te stellen, nog twee onderzeeboten aan de operatie in de Dardanellen toegewezen. Fisher was furieus en hij diende op zondag 15 mei 1915 zijn ontslag in. De koning was ook furieus, maar om een andere reden en hij stelde voor Fisher op te hangen wegens desertie. Op 22 mei werd zijn ontslag aanvaard. Korte tijd later werd Churchill ontslagen.

## Militaire loopbaan
- Cadet: 13 juli 1854
- Midshipman: 12 juli 1856
- Mate: 25 januari 1860
- Waarnemend Lieutenant: april 1860
- Lieutenant: 4 november 1860
- Commander: 2 augustus 1869
- Captain: 30 oktober 1874
- Rear Admiral: 2 augustus 1890
- Vice Admiral: 8 mei 1896
- Admiral of the Fleet: 4  december 1905

## Decoraties
- Ridder Grootkruis in de Orde van het Bad in 1902
- Ridder Commandeur in de Orde van het Bad in 1894
- Lid in de Orde van het Bad in 1882
- Order of Merit in juni 1905
- Ridder Grootkruis in de Koninklijke Orde van Victoria in 1914
- Baron Fisher in 7 december 1909
- Grootlint in het Legioen van Eer
- Grootlint in de Orde van Osmanie
- Grootlint in de Orde van de Rijzende Zon
- Baltische Medaille[6]
- China service medaille met "Taku" en "Canton" gespen[6]
- Egypte Medaille
- Overwinningsmedaille
- Krim Medaille